# Monte Ginepro (Ernici)
Monte Ginepro  è un rilievo di 2003.7 dei monti Ernici, tra il Lazio e l'Abruzzo. 

## Descrizione
La montagna si trova tra la provincia di Frosinone e quella dell'Aquila. Amministrativamente è situata al confine tra il comune laziale di Alatri e quello abruzzese di Morino.